# Rafael Deliz
Rafael A. Deliz Muñoz, (nacido el 23 de septiembre de 1929 en Quebradillas, Puerto Rico) es un exjugador de baloncesto puertorriqueño.

## Trayectoria
Nacido en Puerto Rico, llegó a Madrid junto con otros dos compatriotas, Guillermo Galíndez y Freddy Borrás por razones de estudio, pero también jugó en el Real Madrid, (1950-1952) llegando a ganar dos Copas.